# 吳天章 (1956年)
吳天章（1956-）生於彰化，但成長於基隆，為台灣當代繪畫及影像藝術家。1980年畢業於中國文化大學美術系，1982年與楊茂林、盧天炎組成「101現代藝術群」，1985年與郭維國、連建興、李明忠等藝術家創立（「台北畫派」該畫派於1998年更名為「悍圖社」）。曾於1985、2015年代表臺灣參加第47屆與第56屆義大利威尼斯藝術雙年展。
吳天章的創作歷程大約可分成三個時期：
1980年代，以臺灣歷史文本與繪畫作為創作主題及媒材。此時期作品如《傷害世界症候群》系列（1985-1987）、《四個時代》系列（包含〈關於蔣介石的統治、〈關於蔣經國的統治〉、〈關於毛澤東的統治〉、〈關於鄧小平的統治〉四件作品）。在國美館研究員蔡昭儀曾指出，吳天章此時期作品結合自身於解嚴前為黨外雜誌繪製政治漫畫的經驗，並反諷兩岸近代史上的政治造神運動。
1990年代，吳天章的作品改以編導攝影形式。使用人工亮面絲絨布、亮鑽、聖誕燈等複合性材料加入作品中，而有媒體稱其作品風格為「台客美學」。 
2000年，開始運用電腦合成技術。在藝評家王鏡玲認為，對吳天章而言，電腦影像的精準、銳利且具有一種「塑膠感」的視覺意象，與他想呈現的「假」與「俗艷」風格頗為契合。 2010年後吳天章的創作形式更拓展到動態影像劇場，如「2015年威尼斯雙年展」中「別說再見」個展時所展出的影像裝置作品。